# Krvavý román
Krvavý román s podtitulem studie kulturně a literárně historická je kniha spisovatele a dřevorytce Josefa Váchala vydaná poprvé v roce 1924. Kniha byla věnována krvavému románu, což byl literární žánr brakové literatury oblíbený zejména v 2. polovině 19. století, pro který byl typický jednoduchý senzační děj plný zvratů, romány byly většinou notně obsáhlé a vydávány po sešitech. Kniha má dvě části, vlastní Váchalem napsaný krvavý román a jemu předcházející apologetickou studii o tomto literárním žánru.
Váchalův román se skládá z padesáti spíše kratších kapitol, které rozvíjejí na sobě nezávisle několik dějových linií, které se různě propojují. Důležité téma románu je boj jezuitů a svobodných zednářů (jezuité jsou vykresleni negativně v duchu dobových klišé), Váchal také ironizuje moderní umění, komunismus, ale i sám sebe. Text byl sázen rovnou bez rukopisu, proto se v něm objevují často tiskařské chyby, v textu byly později rozeznány prvky psychického automatismu, díky kterému je Váchal řazen k předchůdcům českého surrealismu. Autor vytvořil dílo v secesním duchu jako gesamtkunstwerk a nejenže ho napsal, ale také sám svázal, vysázel, ilustroval 11 starými a 68 novými dřevoryty a nakonec i vydal.
Velkou známost tomuto dílu přineslo jeho třetí vydání v roce 1990 nakladatelstvím Paseka, které si vzalo i jméno od hlavní autobiografické románové postavy. V roce 1993 byl natočen stejnojmenný film režisérem a kameramanem Jaroslavem Brabcem na motivy tohoto románu. V roce 2019 vydalo nakladatelství Československý spisovatel nové vydání dostupné výhradně v Levných knihách.
Na motivy krvavého románu napsal Ladislav Horáček (Paseka) libreto ke stejnojmenné opeře. Operu hrál soubor Filigrán z Litomyšle a později soubor J. J. Kolár z Poniklé.
Děj románu byl situován do fiktivního sanatoria „MORS VETERA“ („Stará smrt“) vedeného šíleným psychiatrem Dr. Řimsou. Váchal se inspiroval krčským psychiatrickým sanatoriem „VITA NOVA“ („Nový život“) a jeho zakladatelem a přítelem z „Psychické společnosti“ dr. Šimsou.